# Laubuca
Laubuca is een geslacht van straalvinnige vissen uit de familie van eigenlijke karpers (Cyprinidae).

## Soorten
- Laubuca brahmaputraensis Kulabtong, Suksri & Nonpayom, 2012
- Laubuca caeruleostigmata Smith, 1931
- Laubuca dadiburjori Menon, 1952
- Laubuca fasciata (Silas, 1958)
- Laubuca insularis Pethiyagoda, Kottelat, Silva, Maduwage & Meegaskumbura, 2008
- Laubuca laubuca (Hamilton, 1822)
- Laubuca lankensis (Deraniyagala, 1960)
- Laubuca ruhuna Pethiyagoda, Kottelat, Silva, Maduwage & Meegaskumbura, 2008
- Laubuca varuna Pethiyagoda, Kottelat, Silva, Maduwage & Meegaskumbura, 2008